# ローランド (X-ファイルのエピソード)
「ローランド」（原題:Roland）は『X-ファイル』のシーズン1第23話で、1994年5月6日にFOXが初めて放送した。なお、本エピソードはテレビ朝日版ではカットされた。

## スタッフ
- 監督：デヴィッド・ナッター
- 脚本：クリス・ルッペンサール

## キャスト

### レギュラー
- デイヴィッド・ドゥカヴニー - フォックス・モルダー特別捜査官
- ジリアン・アンダーソン - ダナ・スカリー特別捜査官

### ゲスト
- ジェリコ・イヴァネク - ローランド・フラー/アーサー・グレーブル博士
- ミコール・マーキュリオ - ミセズ・ストディー
- ケリー・サンドミアスキー - トレイシー
- ギャリー・デイヴィー - キーツ博士
- マシュー・ウォーカー - ロナルド・サーノウ博士
- ジェームズ・スローヤン - フランク・ノレッテ博士

## ストーリー
ワシントン州コルソンにある研究施設、キーツ博士は同僚のノレッテ博士とサーノウ博士と共同で新型のジェットエンジンの開発に当たっていた。その実験の最中、ノレッテ博士はマッハ15を超える数値を出そうとしたが、サーノウ博士が実験用エンジンに負荷がかかるという理由で反対した。キーツ博士とノレッテ博士が実験用施設から出た後、サーノウ博士は装置の調整のために実験用の風洞に入った。その直後、清掃員のローランド・フラーが実験用の設備を動かしたため、サーノウ博士はエンジンに吸い込まれて死んでしまう。また、サーノウ博士が死ぬ数か月前にも、研究チームの一員であったアーサー・グレーブル博士が死亡していた。
モルダーとともに死亡事故の捜査に赴いたスカリーは、グレーブル博士の死に産業スパイが関与していると疑っていた。モルダーが実験室内のホワイトボードの板書の筆跡を調べると、少なくとも4人の人物が書き込んでいたことが判明する。しかし、事故当日に実験室にいたのはノレッテ、キーツ、サーノウの3人であった。この事実から、モルダーは第4の人物が実験室に入ったと判断する。ノレッテとキーツが事故前後に研究施設内にいたのは自分たちとローランドのみだと2人に証言した。しかし、知的障害のあるローランドが機器の操作をしたとは思えなかった。
それにも拘らず、モルダーとスカリーはローランドが暮らす施設を訪ねた。2人はローランドに事件の夜に何をしていたのかと訊いたが、変なものは見ていないと答えるばかりであった。突然、ローランドはスカリーのブラウスにデザインされている星の数を言い当てた。ローランドには数学の才能があったのである。モルダーは第4の人物がローランドではないかと考えたが、彼の書く文字はどうみても第4の人物のものではなかった。何かが頭の中に浮かんだローランドが取り乱したため、2人は面談を終えた。その夜、ローランドは誰かがキーツ博士を殺害する夢を見る。
人知れず研究所にやって来たローランドはキーツ博士の頭部を液体窒素に沈めることで殺害した。凍った頭部は床に落ちた衝撃で砕け散ってしまった。ローランドは研究所のコンピュータを使って計算を始めていた。
翌日、モルダーとスカリーはキーツ博士の殺害現場に行った。コンピュータを調べると、キーツ博士の死後5時間にもわたって何者かが使用していた履歴があった。そのファイルを調べようとしたがパスワードでロックされていた。モルダーはローランドが絵に描いていた数字を思い出した。その数字を入力すると、ロックが解除された。ファイルはアーサー・グレーブル博士のもので、博士が数か月にもわたって研究を続けていたと判明する。しかし、博士は数か月前に死んだはずである。
グレーブル博士の死に関する情報を調べていると、博士はローランドが清掃員として雇われるように手回しをしていたことが判明する。モルダーとスカリーは博士が自らの死を偽装し、ローランドを唆して元同僚たちを殺害させているのではないかと考える。グレーブルの死体は解剖に回されておらず、葬式が行われた形跡もなかった。ノレッテ博士は2人にグレーブル博士の脳が冷凍保存されている施設の存在を教えた。そこに保管されていたグレーブル博士に関する記録によると、博士とローランドは一卵性双生児であった。モルダーはグレーブル博士がローランドを操っていると確信した。
その頃、ノレッテ博士はグレーブル博士の脳が保存されている施設内に不法侵入し解凍ボタンを押した。ローランドは研究所に戻りエンジンの実験を行っていた。そこへノレッテ博士がやって来た。ノレッテ博士はグレーブル博士の研究を盗んだことを認め、ローランドに銃を突きつけた。しかし、ノレッテ博士は方程式の一つに気を取られてしまい、その隙を突かれてローランドに気絶させられてしまった。ローランドは博士を風洞の中に閉じ込めた。直後にやって来たモルダーとスカリーはノレッテ博士を救出しようとローランドを説得するが上手くいかない。ちょうどそのとき、解凍プロセスが完了しグレーブルの脳が死んだ。ローランドが解放されたため、ノレッテ博士は死なずに済んだ。
この騒動が原因で、ローランドは施設から精神病院へ移るように命じられてしまう。鏡の前で髪を整えるローランドであったが、その髪型はグレーブル博士の生前の髪型と同じであると分かる。ローランドは本当に博士から解放されたのだろうか。

## 製作
クリス・カーターはオーディションでのジェリコ・イヴァネクの演技を見て「ただただ圧倒されてしまった」と感じ、即座にイヴァネクの起用を決定したという。キーツ博士を演じたギャリー・デイヴィーはウィリアム・B・デイヴィス（シガレット・スモーキング・マンの演者）が運営する俳優養成所「William Davis Centre for Actors Study」の演出家を務めていた人物でもある。『X-ファイル』の芸術監督を務めていたグレアム・マーレイは研究所と風洞のセットを本物らしく作るために、バンクーバー市内の研究所や大学を入念に見学したという。
本エピソードで初めてモルダーの父親、ビル・モルダーに言及がなされたものの、この当時、ビルを登場させる予定はなかったという。草稿の段階では、モルダーは妹のサマンサに言及する予定だった。キーツ博士の殺害現場の凄惨さを描き出したシーンでは、凍った肉片が飛び散った場所にチョークで印が残されている。クリス・カーターは「床に飛び散った小さな肉片を見たときに思わず笑ってしまうことの前では、どんなショックや恐怖であろうともかき消されてしまう。」と述べている。

## 評価
1994年5月6日、FOXは本エピソードを初めてアメリカで放映し、1250万人（740万世帯）が視聴した。
『エンターテインメント・ウィークリー』は本エピソードにB+評価を下し、「ジェリコ・イヴァネクの演技は驚くべきもので、説得力があった。」「卓越した出来の死亡シーンこそ「ローランド」のハイライトだ」と評している。『A.V.クラブ』のザック・ハンドルンは「「ローランド」のプロットが「輪廻」のプロットと酷似している。」「イヴァネクの演技は実に素晴らしいもので、演技には見えないほど自然なものだった。」と賛否両論ではあるが、「似たようなエピソードがあるとはいえ、「ローランド」は十分楽しめるほど上手な構成ではある。」と結論付けている。『デン・オブ・ギーク』のマット・ハイは本エピソードに批判的で、「「ローランド」はシーズン1の他のエピソードとあまりにも似通っている。」「見る者の心を特に興奮させるものはなかった。」と評している。
デヴィッド・ナッターはイヴァネクの起用が本エピソードを製作する上で重要な要素となったと感じている。ナッターは「「ローランド」は始めから終わりまで最も脚本が弱いエピソードだった。少なくとも私が見てきた限りではね。ところが、イヴァネクが起用されると、できる限り彼を引き立てることが重要になった。脚本の弱さを乗り越えるためにはそうするしかなかった。」と述べている。カーターもイヴァネクの演技を称賛しており、「実に驚嘆すべき演技であった。ジェリコはこの演技で賞を取ってもおかしくないよ。」と述べている。グレン・モーガンは「「ローランド」はうまい具合にできたエピソードじゃない。しかし、シリーズの他のエピソードに比べるとソフトな仕上がりになっている。超常現象が必ずしも恐怖心をかき立てるものではないと証明するエピソードをシリーズに組み込むことも重要なことなんだろうね。」と語っている。